# Loto-Ericetum multiflorae
Loto-Ericetum multiflorae és una associació (o sigui, una unitat de classificació de les comunitats vegetals) anomenada a partir de les seves espècies típiques Lotus tetraphyllus (territjol) i Erica multiflora (bruc d'hivern). Pertany a l'aliança Rosmarino-Ericion. Es troba a Menorca i Mallorca.
Destaca de resta de comunitats de l'aliança per la gran riquesa de teròfits, però com a la resta d'associacions del grup, Erica multiflora i Rosmarinus officinalis són les dominants principals del Loto-Ericetum. Pinus halepensis pot formar un estrat superior poc dens (pineda de pi blanc). És un estadi de successió secundària de la vegetació cap a la clímax, que a Menorca pot ser l'alzinar o bé l'ullastrar. Es desenvolupa en ambients assolellats (desproveïts doncs de bosc dens) i calcícoles, tant en el Trias de Tramuntana com en el marès miocè de Migjorn. S'hi poden distingir tres sub-associacions:
- Subass. amb Cistus incanus: Planta tirrènica present a Menorca el límit occidental de distribució (no hi és doncs a la resta de les Balears). Aquesta espècie és la característica territorial de l'associació, i és molt sovint dominant. Curiosament, Lotus tetraphyllus és aquí absent. Aquest grup colonitza dunes fòssils de la costa Nord-oest de l'illa, i només s'endinsa cap a l'interior seguint les llenques sorrenques d'aquests antics arenals.
- Subass. amb Teucrium marum subsp. marum: Endemisme tirrènica que constitueix les brolles més típiques i abundants del Loto-Ericetum. S'hi poden observar les següents variants:
  - Var. amb Globularia alypum (foixarda): Present en indrets particularment secs i assolellats
  - Var. amb Lotus tetraphyllus (territjol): Constitueix formacions prou denses en sòls en condicions mitjanes.
  - Var. amb Arisarum vulgare: És la variant que dona lloc al pas cap a l'ullastrar (Oleo-Ceratonion). S'hi troben fàcies amb Pinus halepensis (pi blanc)
- Subass. amb Schoenus nigricans: Sobre sòls una mica humits, on l'acompanyen també altres plantes amants de la humitat (Carex flacca, Myrtus communis).